# 林鎮洪
林鎮洪，中国共产党政治人物、香港商人、香港潮汕人、大光集團實際控制人。

## 生平
林氏除了任大光集團主席兼創辦人同時為香港潮州商會會董、香港潮屬社團總會副主席、香港中華總商會會董2019年4月被中國內地一些企業限制消費

## 商業職務
- 大光集團董事局主席[5]
- 昆山大鸿运房地产开发有限公司董事[6]
- 云南金不换（集团）有限公司董事局主席[7]

## 榮譽
- 世界傑出華人獎[8]
- 美國約克大學榮譽博士

## 經歷
- 政协云南省第十二届委员会委员[9]
- 香港汕頭商會會長
- 中华海外联谊会理事
- 中国外商投资企业协会常务理事[10][11][12]

- 香港广东社团总会常务副主席